# Brittany Phelan
Pour les articles homonymes, voir Phelan.
Brittany Phelan, née le 24 septembre 1991 à Sainte-Agathe-des-Monts, est une skieuse alpine canadienne. Elle s'est spécialisée dans le slalom. Elle pratique ensuite la discipline du ski-cross en ski acrobatique, obtenant la médaille d'argent dans cette discipline lors des Jeux olympiques 2018 à PyeongChang.

## Biographie
Ses débuts en compétition FIS ont lieu en 2006. Elle prend son premier départ en Coupe du monde lors du slalom d'Apen en novembre 2009. Elle marque ses premiers points lors de la saison 2012-2013 durant laquelle elle obtient deux tops 10, dont une neuvième place à Moscou.
En 2014, elle participe aux Jeux olympiques de Sotchi, qualifiée pour l'épreuve de slalom qu'elle achève au 15e rang. Elle 2015, elle passe du ski alpin au ski cross, une discipline sportive du ski acrobatique qui offre des sensations fortes.
En Coupe du monde de ski acrobatique, elle obtient son premier podium en décembre 2017 en arrivant troisième à Arosa.
En 2018, pour sa deuxième participation aux Jeux olympiques, elle termine deuxième du ski cross lors des compétitions de ski acrobatique des Jeux olympiques de Pyeongchang, devancée par sa compatriote Kelsey Serwa, la Suissesse Fanny Smith prenant la troisième place.
En 2021, elle participe à la Coupe du monde de ski cross à San Candido en Italie et se classe en troisième position.

### Autres activités
Depuis 2013, elle détient le statut d'athlète ambassadeur de Station Mont Tremblant.

## Palmarès

### Jeux olympiques d'hiver
| Épreuve / Édition   | Ski Alpin | Ski Alpin | Ski Alpin    | Ski Alpin | Ski Alpin     | Ski acrobatique                    |
| Épreuve / Édition   | Descente  | Super G   | Slalom géant | Slalom    | Super combiné | Ski-cross                          |
| JO 2014 Sotchi      | —         | —         | —            | 15e       | —             | —                                  |
| JO 2018 PyeongChang | —         | —         | —            | —         | —             | Médaille d'argent, Jeux olympiques |

Légende :
- — : Elle n'a pas participé à cette épreuve

### Championnats du monde
| Épreuve / Édition                    | Descente | Super G | Slalom géant | Slalom  | Super combiné |
| ------------------------------------ | -------- | ------- | ------------ | ------- | ------------- |
| Mondiaux 2011 Garmisch-Partenkirchen | -        | -       | -            | Abandon | -             |
| Mondiaux 2013 Schladming             | -        | -       | -            | 30e     | -             |

#### Ski cross
| Épreuve / Édition          | Ski cross |
| -------------------------- | --------- |
| Mondiaux 2019 Solitude     | 6e        |
| Epreuve San Candido Italie | 3e        |

### Coupe du monde

#### Ski alpin
- Meilleur classement général : 67e en 2013.
- Meilleur résultat : 9e.

##### Classements
| Saison | Général | Slalom |
| ------ | ------- | ------ |
| 2013   | 67e     | 26e    |
| 2014   | 86e     | 33e    |

#### Ski cross
- Meilleur classement en ski cross : 3e en 2018 et 2024.
- 20 podiums dont 2 victoires.

#### Détails des victoires
| Épreuve / Édition | Ski Cross            |
| ----------------- | -------------------- |
| 2023-2024         | Reiteralm Idre Fjäll |

##### Classements
| Saison | Général | Ski cross |
| ------ | ------- | --------- |
| 2016   | 141e    | 30e       |
| 2017   | 86e     | 33e       |
| 2018   | 10e     | 3e        |
| 2019   | 18e     | 5e        |

### Coupe nord-américaine de ski alpin
- 3 victoires.